# Nodellum
Nodellum, en ocasiones erróneamente denominado Arnodellum, es un género de foraminífero bentónico de la subfamilia Argillotubinae, de la familia Allogromiidae, del suborden Allogromiina y del orden Allogromiida. Su especie tipo es Reophax membranacea. Su rango cronoestratigráfico abarca el Holoceno.

## Clasificación
Nodellum incluye a las siguientes especies:
- Nodellum aculeata
- Nodellum infirmum
- Nodellum membranacea
- Nodellum velascoensis